# ウェスファーマーズ
ウェスファーマーズ (Wesfarmers, ASXコード：WES) はオーストラリア西オーストラリア州パースに本社をおく商業会社である。オーストラリア証券取引所 (ASX) 上位50社に挙げられる。

## 略史
- 1914年、農村部の協同組合組織として設立される。ウェスファーマーズの名称は西 (Western) オーストラリアの 農家 (farmers) に由来する。
- 1940年代までに、小麦・一般商業、BP (石油)の小売；羊毛、生畜、皮革および製品の競売者；穀物および果物の輸出；保険代理店、西オーストラリア州小麦プールの買い付け代理を扱うようになる。
- 1985年：組合組織から上場会社 "Wesfarmers Limited" に転換する。

## 部門
上場以来、ウェスファーマーズは買収による多角化を推進した。

### 小売
流通大手のコールス・グループを2007年11月23日に買収完了。

### 家屋改善
金物店チェーンのバニングス・ウェアハウス (en:Bunnings Warehouse) はオーストラリア最大である。

### 化学品と肥料
CSBP Limited を完全保有し、Australian Gold Reagents を 75% もつ。 

### 石炭とエネルギー
カラ炭鉱（Curragh, クイーンズランド州）、プレミア炭鉱（Premier, 西オーストラリア州）、ベンガラ炭鉱（Bengalla, ニューサウスウェールズ州、少数）を持つ。
ガス・エネルギーの権益は、クリーンヒート・ガス (Kleenheat Gas), ウェスファーマーズLPG（クイナナ en:Kwinana, Western Australia の液化石油ガス抽出プラント）、コアガス (Coregas)、エアー・リキード西オーストラリア の少数株主である。

### 保険
Wesfarmers Federation Insurance, Lumley General Insurance Australia, Lumley General Insurance New Zealand.

### 産業と安全用品
オーストラリア: Blackwoods, Bakers, Atkins Carlyle, Motion Industries, Mullings Fasteners, Protector Alsafe.
ニュージーランド: Blackwoods Paykels, NZ Safety, Protector Safety Supply, Packaging House.

### その他の事業
50% 保有：グレシャム・パートナーズ (Gresham Partners), M&Aを中心とした企業金融機関。
50% 保有：ウェスパイン・インダストリーズ (Wespine Industries) 製材所。 